# 巴特曼省
巴特曼省（Batman）是位于土耳其东南部的一个省，面積4,649平方公里，首府巴特曼，居民以库尔德人为主。
巴特曼省因为石油及石化工业而地位重要，并拥有一条通往伊斯肯德伦的输油管道。棉花是该省的主要农业产品。